# Hästhagegölen, Småland
Hästhagegölen är en sjö i Växjö kommun i Småland och ingår i Mörrumsåns huvudavrinningsområde.